# Psicología de la posible evolución del hombre
Psicología de la posible evolución del hombre es un libro que recoge cinco conferencias sobre el Cuarto Camino pronunciadas por George Gurdjieff y Piotr Uspenski en Londres, transcritas por el segundo en 1934 y publicadas poco después de su muerte, en 1947, y que en conjunto muestran un estudio del ser humano desde el punto de vista de lo que este puede llegar a ser mediante el desarrollo de potencialidades que permanecen sin crecer y que no pueden evolucionar por sí solas.
Basadas en diversas líneas de pensamiento como el budismo, el sufismo, el hinduismo y el cristianismo ortodoxo, las conferencias tuvieron gran influencia en los intelectuales y artistas europeos de la década de los años veinte y treinta del siglo XX y en el vanguardismo ruso. Actualmente es una teoría contemplada dentro del marco del movimiento de la Nueva Era.

## Contenido
El ser humano se encuentra normalmente en un estado de conciencia sin desarrollar. Lo que consideramos como «yo» es simplemente el resultado del funcionamiento de un autómata, una máquina biológica que actúa en respuesta a estímulos internos y externos con una base de recuerdos y cierta energía de reserva. Así pues, lo que consideramos como un «yo» único es realmente una serie de «yoes» que se suceden a lo largo del tiempo.

### Funciones de la máquina biológica humana
Esta máquina tiene siete funciones, de las cuales normalmente solo conocemos las cinco primeras:
- Pensar
- Sentir
- Intuición
- Función motora
- Sexo
- Función emocional superior
- Función intelectual superior

### Centros y niveles de conciencia
En el ser humano existen 4 centros: el motor, el instintivo, el emocional y el intelectual.
Existen 7 niveles de conciencia:
1. Físico: predominancia de los centros motor e instintivo sobre el intelectual y emocional.
2. Emocional: predominancia del centro emocional sobre el resto.
3. Intelectual: predominancia del centro intelectual sobre el resto.

Estos tres niveles son los que normalmente conocemos. A partir del cuarto nivel, solo es posible acceder mediante férrea voluntad y determinación, además de ayuda externa. Un método efectivo puesto en práctica por la filosofía zen es la ruptura emocional mediante estímulos agradables y desagradables alternativamente, más efectivamente de forma subliminal. El individuo responde mecánicamente de una forma esperable a ambos, como un perro que dirige su mirada hacia un hueso que le mueven de derecha a izquierda, y llegado cierto momento desea abandonar ese estado de incertidumbre, pero se da cuenta de que no es capaz, con lo cual se produce la toma de conciencia de su verdadera situación y, como consecuencia, el aumento de su nivel de conciencia. Las personas que acceden por primera vez a un nivel de conciencia superior de forma más o menos estable, generalmente lo pierden relativamente pronto por influencia del mundo externo, que en general está sumido en niveles de conciencia más bajos. En ese momento el individuo recuerda haber vivido una experiencia extraordinaria, pero no es capaz de explicarla ya que su nivel de conciencia ya no es el mismo, al tiempo que se ve incapaz de alcanzar por sí mismo dicho estado. Es únicamente tras varias incursiones en niveles superiores, que el individuo alcanza la fortaleza y el conocimiento suficientes para mantenerse «a flote». En la religión cristiana este tipo de estado recibe el nombre de «luz».
1. Centro de gravedad permanente: al alcanzarse este nivel, la consecución de la unidad del yo es la inquietud principal que se tiene en la vida.
2. Unidad y autoconciencia: comienza a desarrollarse un centro superior. Se toma consciencia, y, por lo tanto, control, de funciones y poderes que de forma ordinaria no se perciben.
3. Conciencia objetiva: se desarrolla un nuevo centro superior, que permite concebir facultades y poderes adicionales.
4. Yo permanente y voluntad libre: capacidad de control consciente de todos los estados de conciencia de forma irreversible.

Habitualmente, lo que consideramos vigilia es realmente un estado de sueño con mayor control que el sueño propiamente dicho. Únicamente producen impronta en la memoria aquellos momentos en los que nuestra conciencia alcanzó un nivel superior, el resto los olvidamos. Caemos en el error de creer que estamos permanentemente conscientes porque, en el momento en que nos autoexaminamos para verificar si lo estamos, nos volvemos conscientes, para volver a caer en el sueño cuando dejamos de hacerlo.